# Tchaltyr
Tchaltyr (en russe : Чалтырь, en arménien : Չալթր) est un village de l’oblast de Rostov. Il est le centre administratif de la commune rurale de Tchaltyr et du raïon Miasnikovski.

## Géographie
Le village est situé à 11 km à l’ouest de Rostov-sur-le-Don. Il est traversé par les rivières Mokry Tchaltyr et Khavaly.

## Histoire
Le village est fondé en 1779 par des colons Arméniens venus de Crimée par oukaze de Catherine II. Leurs ancêtres étaient originaires d’Ani et avaient émigré en Crimée après la chute de la ville.
Depuis 1869 la ligne de chemin de fer Taganrog-Rostov-sur-le-Don traverse Tchaltyr.
Pendant la Seconde Guerre mondiale le village est par deux fois occupé par les Allemands.

## Démographie
| Population | Population | Population | Population | Population | Population |
| 1959       | 1970       | 1979       | 1989       | 2002       | 2022       |
| ---------- | ---------- | ---------- | ---------- | ---------- | ---------- |
| 7 983      | 10 238     | 10 924     | 13 078     | 14 711     | 17 000     |

## Monuments
- Église arménienne de l'Ascension (XIXe siècle)